# Leo Thomas
 (décembre 2023).
Si vous disposez d'ouvrages ou d'articles de référence ou si vous connaissez des sites web de qualité traitant du thème abordé ici, merci de compléter l'article en donnant les références utiles à sa vérifiabilité et en les liant à la section « Notes et références ».
Leo Thomas (né le 9 décembre 1981 à Toronto, dans la province de l’Ontario au Canada) est un joueur professionnel canadien de hockey sur glace.

## Carrière de joueur
Après avoir joué deux saisons avec le Pride de Capital Center de la North American Hockey League et une saison avec le Lightning de Détroit de la Continental Elite Hockey League, il commence sa carrière professionnelle en 2003, alors qu’il se joint aux Generals de Flint de la United Hockey League.
Après avoir terminé la saison 2004-2005 avec les Chiefs de Laval de la Ligue nord-américaine de hockey, puis passé une autre saison complète avec les Generals de Flint, il passe la saison 2006-2007 avec les Bucks de Laredo de la Ligue centrale de hockey.
Il évolue ensuite avec les Rivermen de Peoria de la Ligue américaine de hockey, puis le Prairie Thunder de Bloomington de la Ligue internationale de hockey.
Après quatre saisons passées dans l'uniforme des Komets de Fort Wayne, il signe le 13 juillet 2012 un contrat avec les Ice Flyers de Pensacola de la Southern Professional Hockey League. En plus d'être le capitaine de l'équipe, il est aussi entraîneur adjoint. Le 31 janvier 2013, il signe un contrat avec le Blaze de Bloomington de la Ligue centrale de hockey.
Le 20 septembre 2013 il signe un contrat avec les RiverKings du Mississippi de la SPHL.

## Statistiques
| Saison    | Équipe                         | Ligue |    | Saison régulière | Saison régulière | Saison régulière | Saison régulière | Saison régulière |   | Séries éliminatoires | Séries éliminatoires | Séries éliminatoires | Séries éliminatoires | Séries éliminatoires |
| Saison    | Équipe                         | Ligue | PJ | B                | A                | Pts              | Pun              | PJ               | B | A                    | Pts                  | Pun                  |                      |                      |
| 2000-2001 | Pride de Capital Center        | NAHL  | 20 | 3                | 5                | 8                | 74               |                  |   |                      |                      |                      |                      |                      |
| 2001-2002 | Pride de Capital Center        | NAHL  | 50 | 17               | 27               | 44               | 95               |                  |   |                      |                      |                      |                      |                      |
| 2002-2003 | Lightning de Détroit           | CEHL  | 50 | 42               | 42               | 84               | 101              |                  |   |                      |                      |                      |                      |                      |
| 2003-2004 | Generals de Flint              | UHL   | 71 | 18               | 19               | 37               | 73               | 3                | 0 | 0                    | 0                    | 4                    |                      |                      |
| 2004-2005 | Generals de Flint              | UHL   | 45 | 12               | 14               | 26               | 52               | -                | - | -                    | -                    | -                    |                      |                      |
| 2004-2005 | Chiefs de Laval                | LNAH  | 14 | 1                | 4                | 5                | 2                | -                | - | -                    | -                    | -                    |                      |                      |
| 2005-2006 | Generals de Flint              | UHL   | 76 | 34               | 37               | 71               | 115              | -                | - | -                    | -                    | -                    |                      |                      |
| 2006-2007 | Bucks de Laredo                | LCH   | 58 | 21               | 24               | 45               | 112              | 21               | 8 | 10                   | 18                   | 28                   |                      |                      |
| 2007-2008 | Prairie Thunder de Bloomington | LIH   | 71 | 21               | 41               | 62               | 127              | -                | - | -                    | -                    | -                    |                      |                      |
| 2007-2008 | Rivermen de Peoria             | LAH   | 1  | 0                | 0                | 0                | 2                | -                | - | -                    | -                    | -                    |                      |                      |
| 2008-2009 | Prairie Thunder de Bloomington | LIH   | 9  | 4                | 2                | 6                | 41               | -                | - | -                    | -                    | -                    |                      |                      |
| 2008-2009 | Komets de Fort Wayne           | LIH   | 60 | 27               | 25               | 52               | 76               | 11               | 3 | 5                    | 8                    | 10                   |                      |                      |
| 2009-2010 | Komets de Fort Wayne           | LIH   | 72 | 33               | 27               | 60               | 57               | 12               | 5 | 6                    | 11                   | 10                   |                      |                      |
| 2010-2011 | Komets de Fort Wayne           | LCH   | 50 | 18               | 9                | 27               | 70               | 8                | 2 | 4                    | 6                    | 10                   |                      |                      |
| 2011-2012 | Komets de Fort Wayne           | LCH   | 54 | 8                | 16               | 24               | 28               | 18               | 3 | 6                    | 9                    | 12                   |                      |                      |
| 2012-2013 | Ice Flyers de Pensacola        | SPHL  | 29 | 10               | 11               | 21               | 40               | -                | - | -                    | -                    | -                    |                      |                      |
| 2012-2013 | Blaze de Bloomington           | LCH   | 15 | 3                | 4                | 7                | 8                | -                | - | -                    | -                    | -                    |                      |                      |
| 2013-2014 | RiverKings du Mississippi      | SPHL  | 48 | 17               | 23               | 40               | 62               | 3                | 1 | 2                    | 3                    | 2                    |                      |                      |
| 2014-2015 | RiverKings du Mississippi      | SPHL  | 53 | 23               | 25               | 48               | 77               | 5                | 2 | 1                    | 3                    | 2                    |                      |                      |
| 2015-2016 | RiverKings du Mississippi      | SPHL  | 25 | 6                | 8                | 14               | 55               | 4                | 2 | 2                    | 4                    | 0                    |                      |                      |
| 2015-2016 | Komets de Fort Wayne           | ECHL  | 26 | 4                | 10               | 14               | 17               | -                | - | -                    | -                    | -                    |                      |                      |

## Trophées et honneurs personnels
- Ligue internationale de hockey
  - 2008-2009 : remporte le championnat de la saison régulière et le championnat des séries avec les Komets de Fort Wayne.
  - 2009-2010 : remporte le championnat de la saison régulière et le championnat des séries avec les Komets de Fort Wayne.
- Ligue centrale de hockey
  - 2011-2012 : remporte la Coupe du Président Ray Miron avec les Komets de Fort Wayne.